# إنريكي كاناليس
إنريكي كاناليس (بالإسبانية: Enrique Canales)‏ هو رسام وصحفي مكسيكي، ولد في 27 أكتوبر 1936 في مونتيري في المكسيك، وتوفي بنفس المكان في 19 يونيو 2007 بسبب سرطان.